# Duminiczi (wieś)
Duminiczi (ros. Думиничи) – wieś (dieriewnia) w Rosji, w obwodzie kałuskim, w rejonie duminickim. W 2010 liczyła 485 mieszkańców.